# Aéroport de Bisha
Pour les articles homonymes, voir BHH.
L’aéroport domestique de Bisha (code IATA : BHH • code OACI : OEBH) dessert la ville de Bisha, au sud-ouest de l'Arabie saoudite.

## Situation
| Neom Dammam Djeddah Riyadh Médine Al-Hofuf Yanbu Buraidah Abha Al Bahah Haïl Tabuk Ta'if Al-Jawf Al Wajh Arar Bisha Dawadmi Gurayat Najran Qaisumah Rafha Sharurah Al-`Ula Turaif Wadi al-Dawasir |

## Compagnies et destinations
| Compagnies | Destinations                                               |
| ---------- | ---------------------------------------------------------- |
| Flynas     | Abha, Riyad-roi Khaled                                     |
| Saudia     | Dammam-roi Fahd, Djeddah - Roi-Abdelaziz, Riyad-roi Khaled |

Édité le 19/06/2020

## Statistiques
Pour des raisons techniques, il est temporairement impossible d'afficher le graphique qui aurait dû être présenté ici.

Voir la requête brute et les sources sur Wikidata.